# Ditropis pontica
Ditropis pontica är en insektsart som beskrevs av Logvinenko 1972. Ditropis pontica ingår i släktet Ditropis och familjen sporrstritar.
Artens utbredningsområde är Ukraina. Inga underarter finns listade i Catalogue of Life.